# Peter Mohr Dam
Peter Mohr Dam (11. august 1898 i Skopun - 8. november 1968 i Tórshavn) var en færøsk lærer og politiker (JF). Han var Færøernes lagmand i perioderne 1958–1962 og 1967–1968. Han var uddannet lærer, men var også politiker næsten hele livet.

## Politisk arbejde
Han var kommunestyremedlem i Tvøroyrar kommuna fra 1925 til sin død, heraf var han borgmester 1934–1957. I 1925 var han med til at etablere Froðbiar Sóknar Javnaðarfelag, en arbejderforening for Suðuroy. Han ledede foreningen indtil stiftelsen af det nationale, socialdemokratiske parti Javnaðarflokkurin i 1926, hvor Dam spillede en central rolle.
Ved lagtingsvalget 1928 blev Dam valgt ind til Lagtinget fra Suðuroy og blev genvalgt frem til sin død. Da partiformand Maurentius Viðstein forlod posten i 1936, blev Dam valgt til hans efterfølger. Dam var partiformand resten af livet. Han var også indvalgt til Folketinget fra Færøerne 1948–1957 og 1964–1967.
Den 9. januar 1959 blev Dam lagmand i Peter Mohr Dams første regering, en koalition bestående af Javnaðarflokkurin, Sambandsflokkurin og Sjálvstýrisflokkurin. 4. januar 1963 måtte han gå af til fordel for Hákun Djurhuus. Dams gamle regeringspartnere samlede sig på ny i Peter Mohr Dams anden regering den 12. januar 1967. Den blev siddende, indtil Dam døde den 8. november 1968, og Kristian Djurhuus kunne danne en ny regering med de samme partier.